# Bradina atralis
Bradina atralis is een vlinder uit de familie van de grasmotten (Crambidae), uit de onderfamilie van de Spilomelinae. De wetenschappelijke naam van deze soort is voor het eerst voorgesteld als Stegothyris atralis door Arnold Pagenstecher in een publicatie uit 1907.
De soort komt voor op de eilanden Grande Comore (Ngazidja) en Mohéli (Mwali) van de Comoren.